# Åkre en Gusta
Åkre en Gusta (Zweeds: Åkre och Gusta) is een småort in de gemeente Östersund in het landschap Jämtland en de provincie Jämtlands län in Zweden. Het småort heeft 68 inwoners (2005) en een oppervlakte van 17 hectare. Eigenlijk bestaat het småort uit twee plaatsen: Åkre en Gusta. Het småort wordt omsloten door zowel landbouwgrond als naaldbos. De plaats Brunflo ligt ongeveer één kilometer ten zuiden van het småort.